# Antonio Morales Galavis
Antonio Morales Galavis, llamado también Antonio Morales Galvis (Bogotá 6 de septiembre de 1784 - Panamá, 8 de junio de 1852) fue un abogado, militar, diplomático y político colombiano. Es considerado prócer de la independencia de Colombia.Fue uno de los participantes principales en el incidente del florero de Llorente que provocó la Revuelta del 20 de julio de 1810 y también fue firmante del acta de independencia.

## Biografía
Antonio Morales Galavís nació en Santafé de Bogotá, el 6 de septiembre de 1784, en el seno de una familia criolla aristocrática. Fue el segundo hijo de Don Francisco Morales Fernández y María Luz Galavis y Hurtado quienes se habían casado el 6 de enero de 1779.
Morales ingresó al Colegio Mayor de Nuestra Señora del Rosario, de Santafé en 1795, habiendo estudiado jurisprudencia y letras, y graduándose el 17 de marzo de 1808. Seguidamente, Morales se desempeñó como abogado de la Real Audiencia, secretario de la Junta Suprema de la Sección de Gracia y Justicia y de la Junta Legislativa.

## Independencia de Colombia (1810-1819)
Morales, como muchos de los ilustrados criollos de la capital, se vinculó a las varias tertulias que existían en ciudad donde debatían sobre las ideas de la Ilustración y los acontecimientos políticos de la época. El año 1808 estuvo marcado por importantes eventos que transformaron el panorama político en la América Española. El arresto del rey de España, Fernando VII, a manos de Napoleón y la invasión francesa a España provocaron una crisis de gobernabilidad en el imperio.
En la península comenzaron a formarse juntas de gobierno para ejercer el poder en ausencia del rey, un movimiento que posteriormente se trasladó a la América Española.
Pronto surgieron los primeros levantamientos contra las autoridades reales en la Nueva Granada, destacándose la Revolución de Quito en 1809, que fue brutalmente reprimida por las autoridades coloniales. A pesar de esto, en 1810, los levantamientos contra el dominio realista cobraron fuerza en varias ciudades como Cartagena, Cali y Pamplona. En Santafé, los criollos solicitaron al virrey Amar y Borbón que les permitiera convocar un cabildo abierto para formar una junta de gobierno, propuesta que fue rechazada por el virrey. En respuesta, este adoptó medidas represivas en un intento por sofocar cualquier intento de insurrección.
El detonante final que precipitó los acontecimientos fue el levantamiento contra las autoridades reales ocurrido el 10 de julio de 1810 en la villa de El Socorro. Este estallido social se desencadenó cuando sus habitantes escucharon el rumor de que el corregidor español José Valdés Posada planeaba ejecutar a varios funcionarios criollos. Ante la respuesta ambigua del corregidor respecto a este rumor, los habitantes, enfurecidos, se congregaron frente al convento donde Valdés se había refugiado. En un intento por sofocar la creciente protesta, el corregidor ordenó el alistamiento de las tropas locales, quienes dispararon contra la multitud, provocando la muerte de diez personas. Este violento acto exacerbó la indignación popular, lo que llevó a los manifestantes a atacar el convento desde diversos frentes con la determinación de “pasar a cuchillo a cuantos encontraran”. Sin embargo, la intervención de los alcaldes logró que se intimara rendición a los sitiados. Viéndose acorralados, sin agua ni esperanza de salvación, el corregidor Valdés y los comandantes Antonio Fominaya y Mariano Ruiz Monroy se entregaron a las autoridades, quedando en calidad de detenidos.
La noticia de estos acontecimientos llegó a la capital el 19 de julio, donde ya se vivía un clima de gran agitación debido a un rumor que había circulado el día anterior en Santafé. Este rumor advertía sobre una supuesta conspiración organizada por españoles y europeos con el propósito de asaltar la ciudad durante la noche del 20 de julio y ejecutar a "diecinueve americanos ilustres". Entre las figuras mencionadas destacaban Emigdio Benítez, Camilo Torres y José Acevedo y Gómez.
Esta presunta conspiración fue considerada creíble tras las investigaciones realizadas por los alcaldes Juan Gómez (de origen español) y José Miguel Pey (de origen americano). La creciente tensión social llevó a que los habitantes organizaran la protección de la casa de Acevedo y Gómez durante la noche del 19 de julio. La indignación popular alcanzó tal magnitud que fue necesario contener a algunos sectores del pueblo para evitar un ataque directo contra los cuarteles.
Esa misma noche se encontraba prevista la planificación del golpe definitivo en las habitaciones de Francisco José de Caldas en el Observatorio Astronómico. Ante esta situación, los líderes del movimiento independentista consideraron fundamental evitar cualquier acción precipitada que comprometiera el éxito del plan. Aún quedaban pendientes aspectos logísticos esenciales, entre ellos, la neutralización de las fuerzas armadas que guarnecían la capital, con el fin de minimizar el derramamiento de sangre. En esta decisiva reunión en el Observatorio, la familia Morales tuvo una participación destacada. Francisco Morales, junto con sus hijos Antonio y Francisco, desempeñaron un papel protagónico en la planificación del levantamiento, consolidando así su influencia en los sucesos que marcaron el inicio del proceso emancipador en la Nueva Granada.

### 20 de julio de 1810
El 20 de julio de 1810, Antonio Morales, acompañado de su padre, don Francisco Morales Fernández, y de su hermano, don Francisco Morales Galavís, se dirigió a la tienda del comerciante peninsular José González Llorente. La visita tenía como pretexto solicitar el préstamo de un florero para adornar la mesa durante la comida que se ofrecería en honor al comisionado real Antonio Villavicencio, enviado desde la península y cuya llegada se esperaba en los días siguientes.

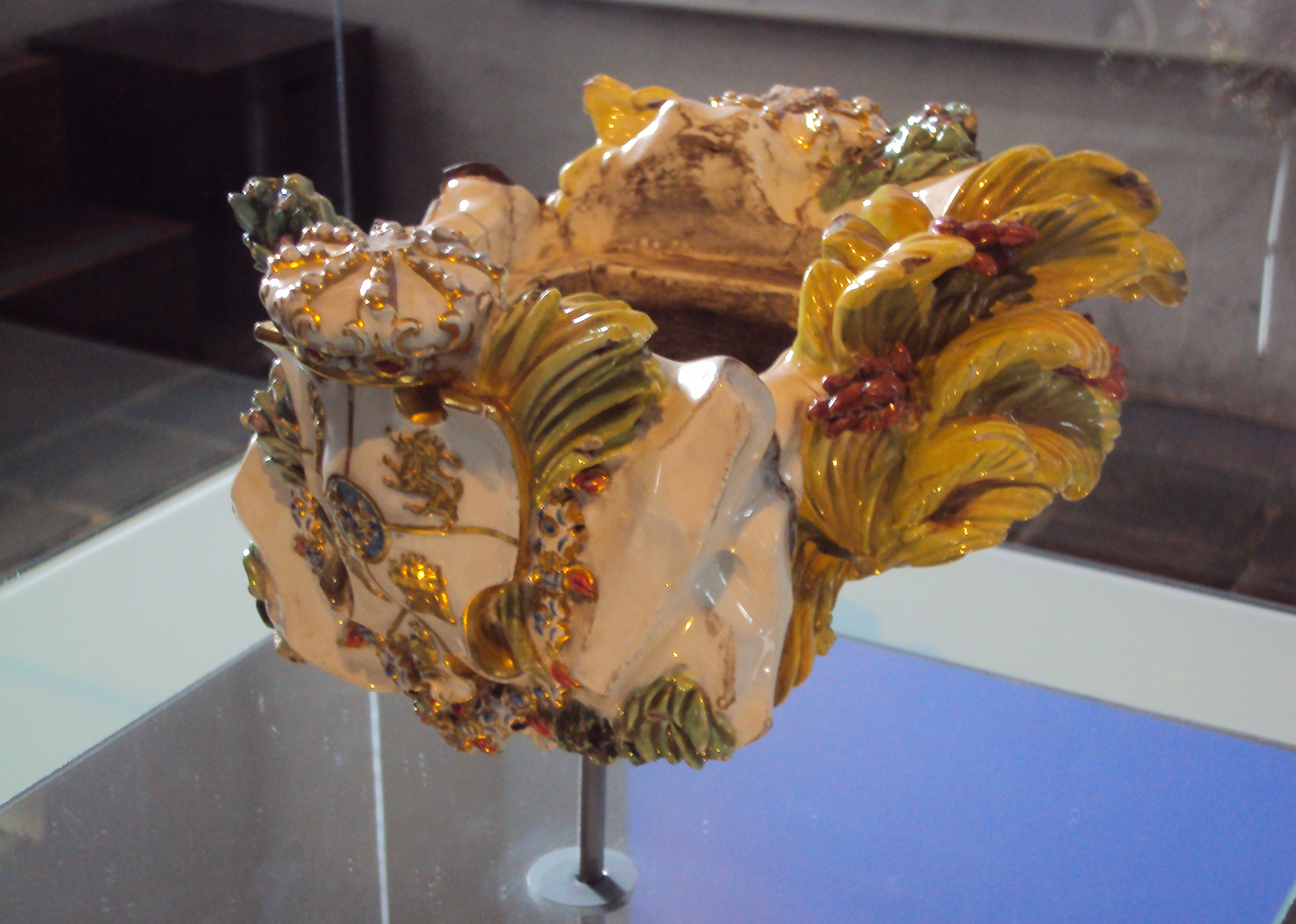
Fragmento del florero de Llorente. Casa de la Moneda de Bogotá.

Los criollos sabían de antemano que González Llorente se negaría a prestar el florero, pues era conocido por su negativa a colaborar con los criollos, especialmente si el objeto solicitado estaba destinado a agasajar a otro criollo. Esta negativa, prevista por los conspiradores, fue el detonante que utilizaron para incitar el descontento popular y avivar el sentimiento antiespañol que ya se gestaba en Santa Fe. Así, el incidente del florero se convirtió en el pretexto ideal para desatar la revuelta que había sido cuidadosamente planificada desde el día anterior.
Según el testimonio de un testigo ocular presente aquel día, en medio de la creciente tensión, Antonio Morales golpeó a José González Llorente, lo que contribuyó aún más a encender los ánimos del pueblo, desencadenando así uno de los episodios clave en el proceso de independencia de la Nueva Granada que quedó descrito así por el testigo.

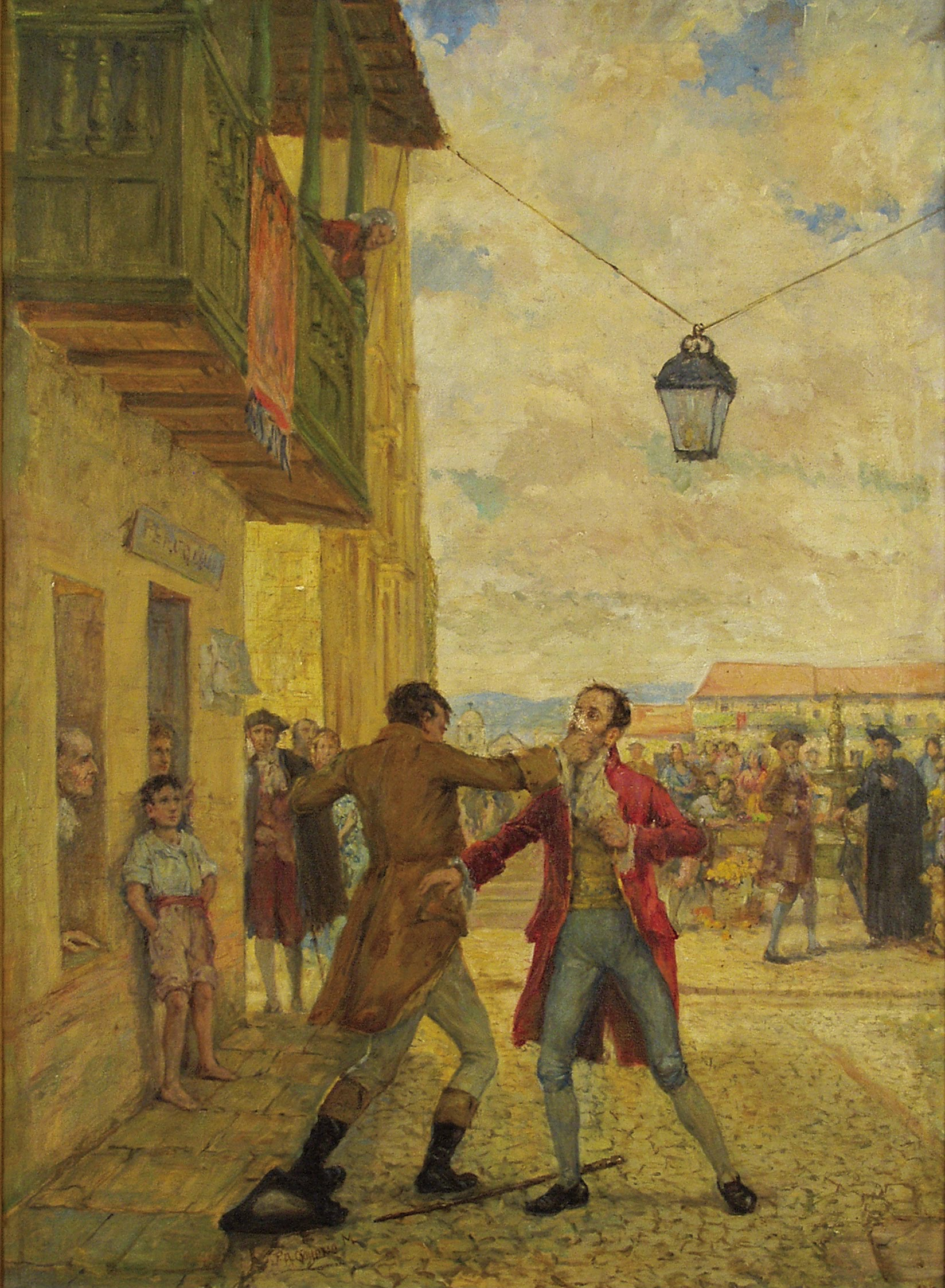
La pelea entre Morales y Llorente en el óleo de la Reyerta del 20 de julio de 1810 por Pedro Alcántara Quijano.

El viernes 20 del corriente comenzó en la Calle Real a divulgarse la especie de que el español don José Llorente había dicho iniquidades contra los criollos con motivo de habérsele ido a prestar unos adornos, entre otros un florero, para el recibimiento de Villavicencio. La voz se fue esparciendo, y tuvo la fortuna de electrizar a varios patricios, y particularmente a Francisco Morales, en términos que, no pudiendo contenerse, le dijo a Caldas, que pasaba por el frente de la puerta de Llorente, que no le hiciese atención alguna a éste, porque era un pobre sastrezuelo y había dicho mil cosas contra los criollos. Llorente, que estaba a la puerta, lo negó, y  con este motivo levantó Morales la voz y se comenzó a agregar gente, dirigiéndose toda en pelotón hacia la tienda, gritando todos desaforadamente, y en particular los Morales, padre e hijos.
Antonio, aunque procuraron contenerlo, se metió hasta dentro del mostrador y hartó de palos a Llorente, que por pura casualidad escapó vivo de entre las manos de éste y de un inmenso pueblo que se había congregado. Sosegado un poco aquel primer bullicio, se entró Llorente a la casa de las Morenos, situada en la primera Calle Real, en donde se mantuvo medio privado hasta la una o una media, que lo llevaron a su casa en silla de manos para que no fuese conocido.
 Este evento también se mencionó en la carta que escribió José Acevedo Gómez a don Miguel Tadeo Gómez relatando los hechos ocurridos ese día con fecha del 21 de julio de 1810. 
Ayer 20 fueron a prestar un ramillete a don José González Llorente para el refresco de Villavicencio, a eso de las once y media del día, en su tienda en la primera Calle Real, y dijo que no lo daba; y que se c ... en Villavicencio y en todos los americanos; al momento que pronunció estas palabras le cayeron los Morales, padre e hijo; se juntó tanto pueblo, que si no se refugia en casa de Marroquín, lo matan. 
Los sucesos del 20 de julio de 1810, constituyeron el inicio del proceso de la Independencia de Colombia de España.  Gracias a la revuelta los patriotas por fin pudieron convocar un Cabildo abierto, de lo cual participó Antonio Morales junto con su padre don Francisco. Al crearse la Junta Suprema de Santafé de Santafé, Antonio formó parte de la Junta de Gobierno que se constituyó ese mismo día y firmó el Acta de Independencia al igual que su padre Francisco. Con el establecimiento del nuevo gobierno, Antonio fue empleado primero como abogado de la junta suprema y luego ocupó el cargo de secretario de la sección de gobierno.

### Ingreso al ejército patriota
Días después de la revuelta, el 29 de julio de 1810, Antonio Morales ingresó al Batallón Auxiliar con el rango de capitán.  Morales participó en su primera campaña militar en 1811,cuando se le confirió el mando de una expedición de 110 hombres y 21 artilleros con destino a Santa Marta, donde el gobernador español, el coronel Tomás Acosta, había integrado con milicianos las fuerzas regulares de que disponía y de ciertos conatos de rebeldía de algunas poblaciones del Magdalena y otros lugares, contra los patriotas. Esta expedición salió de Santafé el 20 de octubre de 1811, y acompañaban al capitán Morales el teniente Hermógenes Maza y el subteniente José María Ortega. Esta expedición no llegaría a Santa Marta debido al escaso número de tropas que poseían, pero sí hicieron presencia sobre el río Magdalena y ocuparon las ciudades de Ocaña y Mariquita, que estaban siendo amenazadas por los realistas. Al asegurar el control sobre estas zonas retornaron a la capital. 

### Cambio al bando federalista
Al regresar a la capital a comienzos de 1812, Morales se encontró con una profunda crisis política entre los patriotas respecto al sistema de gobierno que debía adoptar la naciente República. La Junta Suprema había sido reemplazada por el Estado Libre de Cundinamarca, inicialmente bajo la presidencia de Jorge Tadeo Lozano, un líder moderado. Posteriormente, Lozano fue reemplazado por Antonio Nariño, quien defendía un sistema centralista.
Por otro lado, varias provincias que favorecían un sistema federalista formaron, a finales de 1811, una confederación denominada las Provincias Unidas de la Nueva Granada, con un congreso federal.
A inicios de 1812, Nariño ordenó el despliegue de una expedición hacia el norte del país para enfrentar una posible invasión realista que, según rumores, se preparaba desde Venezuela. Sin embargo, esta expedición también tenía el objetivo de tomar el control de las provincias de Tunja y Socorro, que se habían adherido al congreso federal.
La expedición fue liderada por el brigadierAntonio Baraya, con la participación del capitán Morales. En mayo de 1812, Baraya se rebeló contra Nariño y puso su ejército, junto con todos sus oficiales y soldados, bajo las órdenes del congreso federal. El paso de Morales al bando federalista fue atacado por el presidente Nariño quien se sentía traicionado por este hecho, en su Manifiesto a la nación, le dedicó estas palabras a Morales “después de hallarse enfermo, se dio de baja, y habiendo recibido en esta Tesorerio pública sus sueldos de Enero y Febrero, se pasó al campo enemigo, acción infame, negra, detestable e indigna del honor militar"
Morales como oficial del ejército de la unión a órdenes del congreso, participó en la batalla de Ventaquemada contra los centralistas, victoria federalista que obligó el repliegue de Nariño y las fuerzas centraslistas hacia Santafé. Los federalistas decidieron marchar sobre Santafé para derrotarlos y poner fin a la guerra civil, pero fueron derrotados por los centralistas en la Batalla de San Victorino el 9 de enero de 1813, que puso fin a la guerra civil. 
Participó en la organización y dirección de varias excursiones por el Pacífico, en una de las cuales llegó hasta Buenaventura donde reorganizó las fuerzas sutiles y las terrestres, renovó las defensas del puerto.
Morales luego participó en el asedio a Santafé de Bogotá, en diciembre de 1814 cuando el gobierno de las Provincias Unidas incorporó a la fuerza el estado de Cundinamarca con un ejército liderado por el general Simón Bolívar. Al concluir la incorporación exitosa de Cundinamarca a las Provincias Unidas, Bolívar ordenó la distribución de recompensas a los que se distinguieron en la lucha, y ascendió al rango de Sargento Mayor al capitán Antonio Morales.
Hacia 1819, Antonio Morales fue subcomandante de los ejércitos libertadores cuando se planeó la última fase en el paso del páramo de Pisba, luego fue enviado a las provincias del Socorro y Pamplona para sofocar los últimos reductos realistas.
En 1820, Bolívar llega con Pablo Morillo a la firma del Tratado de armisticio y regularización de la guerra. Por lo que el Libertador nombra a Morales como representante para demarcar la línea divisoria con la provincia de Quito y negociar con las autoridades políticas del sur del país. A lo cual le hizo frente, y mediante sus dotes diplomáticos hizo su entrada a Pasto y negocio con el gobernador que aún apoyaba a  el Rey Fernando VII.
Fue Comandante General de Guayaquil, Jefe del Estado Mayor de la División del Sur, tomó parte en la Batalla de Pichincha (1822), participando en el establecimiento de límites con Perú.

## Embajador en Guatemala
Fue nombrado ministro Plenipotenciario ante el gobierno de Guatemala, en 1825. Llegó a bordo del buque Niobe al puerto de Acajutla el 20 de abril de 1826, luego se dirigió a la capital en Guatemala donde empezó a ejercer sus funciones como embajador.
Como embajador logró la firma de varios tratados con estos territorios agrupados en las Provincias Unidas de Centro América.

### General de la Nueva Granada
General de la Nueva Granada y comandante de armas de Panamá, se promulgó una ley el 20 de mayo de 1846, en la cual la nación fija el pago de 800 reales mensuales para su pensión y se le nombraba comandante de armas de Panamá, en cuyo cargo se mantuvo hasta su muerte.

## Familia
En 1809 contrajo matrimonio con Ana María Espinosa y Prieto. Ana María era la hermana mayor de José María Espinosa, quien también participó en la guerra de independencia y que luego fue un famoso artista, pintando muchos de los retratos y cuadros de los oficiales y de las batallas de la guerra.

## Homenajes
El Ejército Nacional de Colombia tiene el "Batallón de Instrucción, Entrenamiento y Reentrenamiento N°13 Antonio Morales Galavis" (Biter 13), ubicado en la localidad de Usme, Bogotá.
El Ejército Nacional de Colombia tuvo el "Batallón de Combate Terrestre N°67 Antonio Morales Galavis" (BACOT 67), el cual hizo parte de la Fuerza de Tarea Zeus en el Sur del Tolima posteriormente fue enviado al municipio de Saravena Arauca, y en diciembre del 2017 por ordenamiento de las unidades del Ejército pasó a confirmar el Batallón de Operaciones Terrestres N°28 ubicado actualmente en el municipio de Cumaribo departamento del Vichada. 